# Magnus Andersson (bildjournalist)
Magnus Andersson är en svensk fotograf.
Andersson studerade bildjournalistik på Nordens Fotoskola 2000–2002, och arbetade mellan 2002 och 2016 på Norrköpings Tidningar. Han fick under denna tid Östra kretsens guldpenna av Publicistklubben år 2009, och vann 2010 klassen Humorbild i Årets bild.
Han driver sedan januari 2016 firman Magnus Media.